# 北极光创投
北极光创投（英語：Northern Light Venture Capital）是一家中国风险投资公司，主要聚焦科技和医疗行业。

## 历史
2005年由NetScreen的邓锋和柯严共同创建，在北京、上海、苏州、深圳、香港、三亚均有办公场所。背后有恩颐投资和格雷洛克合伙公司资金支持和战略建议。

## 旗下基金
| 基金               | 年份 | 承诺金额   |
| ------------------ | ---- | ---------- |
| 北极光创投一期基金 | 2005 | 1.2亿美元  |
| 北极光创投二期基金 | 2007 | 3.5亿美元  |
| 北极光创投三期基金 | 2011 | 4.0亿美元  |
| 北极光创投四期基金 | 2015 | 4.0亿美元  |
| 北极光创投五期基金 | 2019 | 4.5亿美元  |
| 北极光创投六期基金 | 2020 | 3.75亿美元 |